# Szemikinon

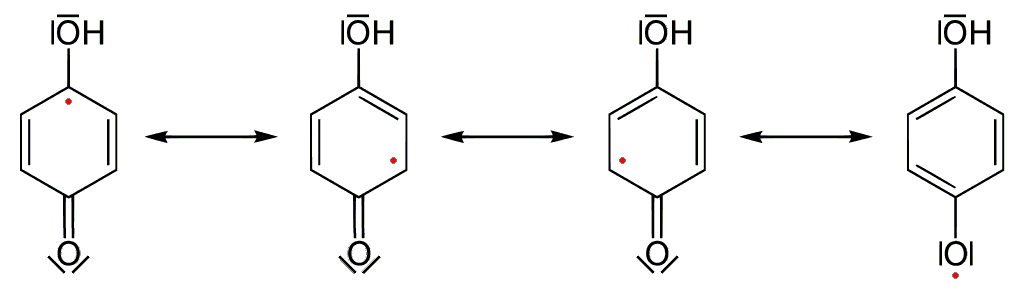
Szemikinon-rezonanciaizomerek

A szemikinonok (ubikinonból való eredet esetén ubiszemikinonok) hidrokinonok, például hidrokinon vagy katekol dehidrogénezése, illetve kinon hidrogénaddíciója során keletkező gyökök. A szemikinonok igen instabilak.
Az ubiszemikinon a CoQ10 (az ubikinon) inaktív formájának aktív formájára, az ubikinolra való redukciójának első állapota.
A szemikinonok dehidrogénezéssel kinonná, hidrogénatom felvételével a megfelelő kinollá alakulhatnak.

## Szerepük és jellemzőik
A szemikinonok instabilak párosítatlan elektronjuk miatt.
A szemikinon intermediereket az I. komplex (NDH-1) protonpumpa-mechanizmusában fontosaknak gondolták. Ennek ellenére valójában a III. komplex termeli a legtöbb szemikinont, és a II. komplex is termel keveset, de az I.-nél nem észleltek a szemikinonokhoz tartozó egyértelmű jelet. EPR-rel legalább háromféle szemikinon észlelhető: a gyorsan (SQNf), a lassan (SQNs) és a nagyon lassan (SQNvs) lazuló.
Fiziológiás körülmények közt, A- és B-osztály-inhibitorok nélkül a riboflavin-5′-foszfát (más néven flavin-mononukleotid, röviden FMN) SQNf és SQNvs molekulává alakulhat, melyek SQNs-molekulává válhatnak reverzibilisen, mely ROS-termelő részecske. A-osztály-inhibitorok jelenlétében az N2 csoport alakulhat riboflavin-5′-foszfáttá, mely erősebb ROS-termelést mutat ekkor az SQNs-nél, és nem alakul szemikinonná. B-osztály-inhibitorok jelenlétében pedig csak SQNvs lehet a riboflavin-5’-foszfátból. Mindegyik útvonal során kinonná vagy kinollá alakulhatnak a szemikinonok. Ez utóbbi esetben nem keletkeznek reaktív oxigénszármazékok.
A szuperoxid-dizmutáz katalizálja a hidrokinon autooxidációját, ami UV-spektroszkópiával igazolható.
A szemikinonok C–C vagy C–O kötés létesítésével dimerizálódhatnak, vagy kinonná és kinollá bomolhatnak.

## Keletkezésük
Ubiszemikinon keletkezik a riboflavin-5′-foszfát FMNH2-re való redukciója során köztitermékként. Ezenkívül szemikinonok keletkezhetnek oxigéntartalmú poliklórozott bifenilekből, feltehetően ez okozza azok káros hatásait, mivel redoxiciklusba lépve reaktív oxigénszármazékokat – szuperoxidot és hidrogén-peroxidot hoznak létre.
A Paracoccus denitrificans metilamin-dehidrogenáza képes szemikinon pH-dependens előállítására. Az enzim csak 7,5-nél nagyobb pH-n állított elő pirrolokinolin-szemikinont.

## Stabilizálhatóság
Egy de novo tervezett Zn2+-tartalmú metalloprotein stabilizálja a 3,5-di-terc-butilkatekolból előállítható szemikinont.

## Fordítás
Ez a szócikk részben vagy egészben  a   Semiquinone című angol Wikipédia-szócikk ezen változatának fordításán alapul.  Az eredeti cikk szerkesztőit annak laptörténete sorolja fel. Ez a jelzés csupán a megfogalmazás eredetét és a szerzői jogokat jelzi, nem szolgál a cikkben szereplő információk forrásmegjelöléseként.